# Livio (nome)
Livio  è un nome proprio di persona italiano maschile. 

## Varianti
- Maschili: Livo[3][4], Liviano 
  - Alterati: Livino[4], Livinio[4]
- Femminili: Livia[1][2][3][4][5]
  - Alterati: Livietta[4]

### Varianti in altre lingue
- Bulgaro: Ливий (Livij)
- Catalano: Livi[6], Llivi[6]
- Ceco
  - Femminili: Livie[5]
- Croato: Livije
- Finlandese
  - Femminili: Livia[5]
- Francese: Live
  - Femminili: Livie[5]
- Greco moderno: Λίβιος (Livios)
- Inglese: Livy[2][7]
- Latino: Livius[2][4], Libius[8][9]
  - Femminili: Livia[4][5]
- Lettone: Līvijs
- Lituano: Livijus
- Olandese
  - Femminili: Livia[5]
- Polacco: Liwiusz
  - Femminili: Liwia[5]
- Portoghese: Lívio
  - Femminili: Lívia[5]
- Rumeno: Liviu[2]
  - Femminili: Livia[5]
- Russo: Ливий (Livij)
- Serbo: Ливије (Livije)
- Sloveno: Livij
- Slovacco
  - Femminili: Lívia[5]
- Spagnolo: Livio[6]
- Svedese
  - Femminili: Livia[5]
- Tedesco: Livius
  - Femminili: Livia[5]
- Ucraino: Лівій (Livij)
- Ungherese: Líviusz
  - Femminili: Lívia[5]
  - Ipocoristici femminili: Lilla[5]

## Origine e diffusione
Deriva dal gentilizio latino Livius, a sua volta da un personale Livus, dall'etimologia incerta. Viene spesso ricondotto ai termini liveo e lividus (rispettivamente "invidiare", "essere blu [d'invidia]" e "blu", "pallido", "invidioso", "livido", in riferimento alla carnagione o a un carattere astioso), ma è anche possibile che sia di origine etrusca, e quindi indecifrabile. 
Questo nome era portato da una gens romana, la Livia, tra i cui membri spicca soprattutto lo storico Tito Livio (è relativamente frequente in effetti il composto "Tito Livio"). Il nome comunque non dovette godere di molta fortuna tra i primi cristiani, e il suo uso moderno è una ripresa rinascimentale ispirata ai vari personaggi storici che così si chiamarono; negli anni 1970 se ne contavano circa ottantottomila occorrenze, divise grossomodo a metà tra maschile e femminile, attestate soprattutto al Nord e al Centro e più rare al Sud. La forma "Livo", di scarsa diffusione, può anche risultare da un'abbreviazione di Olivo, così come il femminile, in inglese, può rappresentare un'abbreviazione di Olivia.

## Onomastico
L'onomastico si festeggia il 23 febbraio in ricordo di san Livio (o Libius), martire romano a Sirmio. Livia fu inoltre il nome di battesimo di sant'Agostina Pietrantoni, religiosa, commemorata il 13 novembre.

## Persone

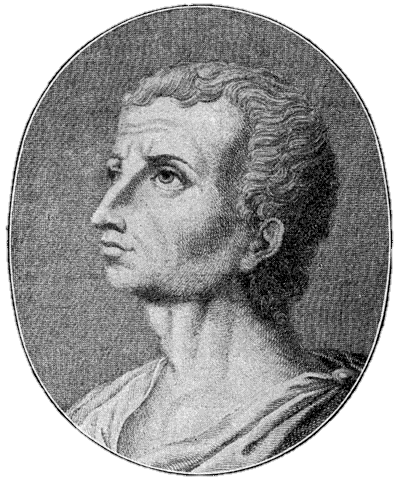
Tito Livio

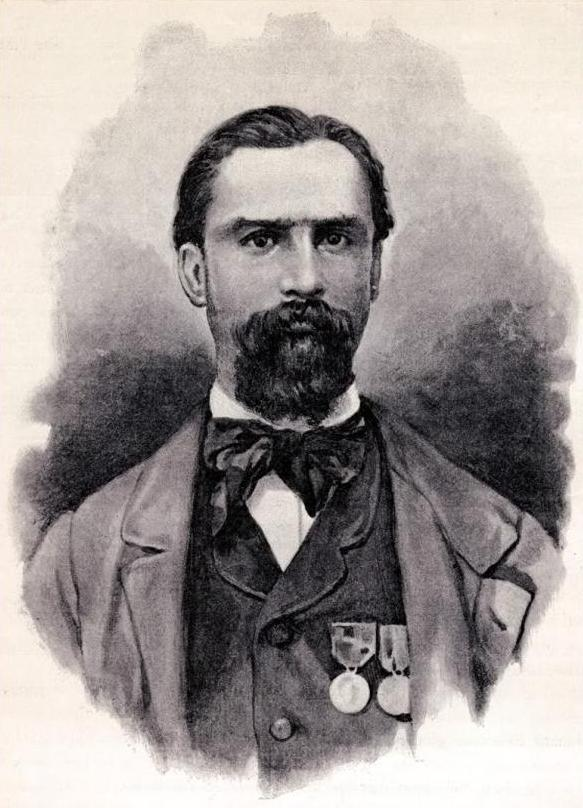
Livio Zambeccari

- Livio Andronico, poeta, drammaturgo e attore teatrale romano
- Tito Livio, storico romano
- Livio Agresti, pittore italiano
- Livio Berruti, atleta italiano
- Livio Castiglioni, architetto e designer italiano
- Livio Fongaro, allenatore di calcio e calciatore italiano
- Livio Garzanti, scrittore ed editore italiano
- Livio Mariani, politico, storico e giurista italiano
- Livio Mehus, pittore fiammingo
- Livio Melina, presbitero e teologo italiano
- Livio Pavanelli, attore, sceneggiatore, regista e produttore cinematografico italiano
- Livio Vacchini, architetto svizzero
- Livio Zambeccari, patriota italiano

### Variante Liviu
- Liviu Antal, calciatore rumeno
- Liviu Ciobotariu, calciatore e allenatore di calcio rumeno
- Liviu Dieter Nisipeanu, scacchista rumeno
- Liviu Pascu rugbista a 15 rumeno
- Liviu Rebreanu, scrittore e giornalista rumeno

### Variante femminile Livia

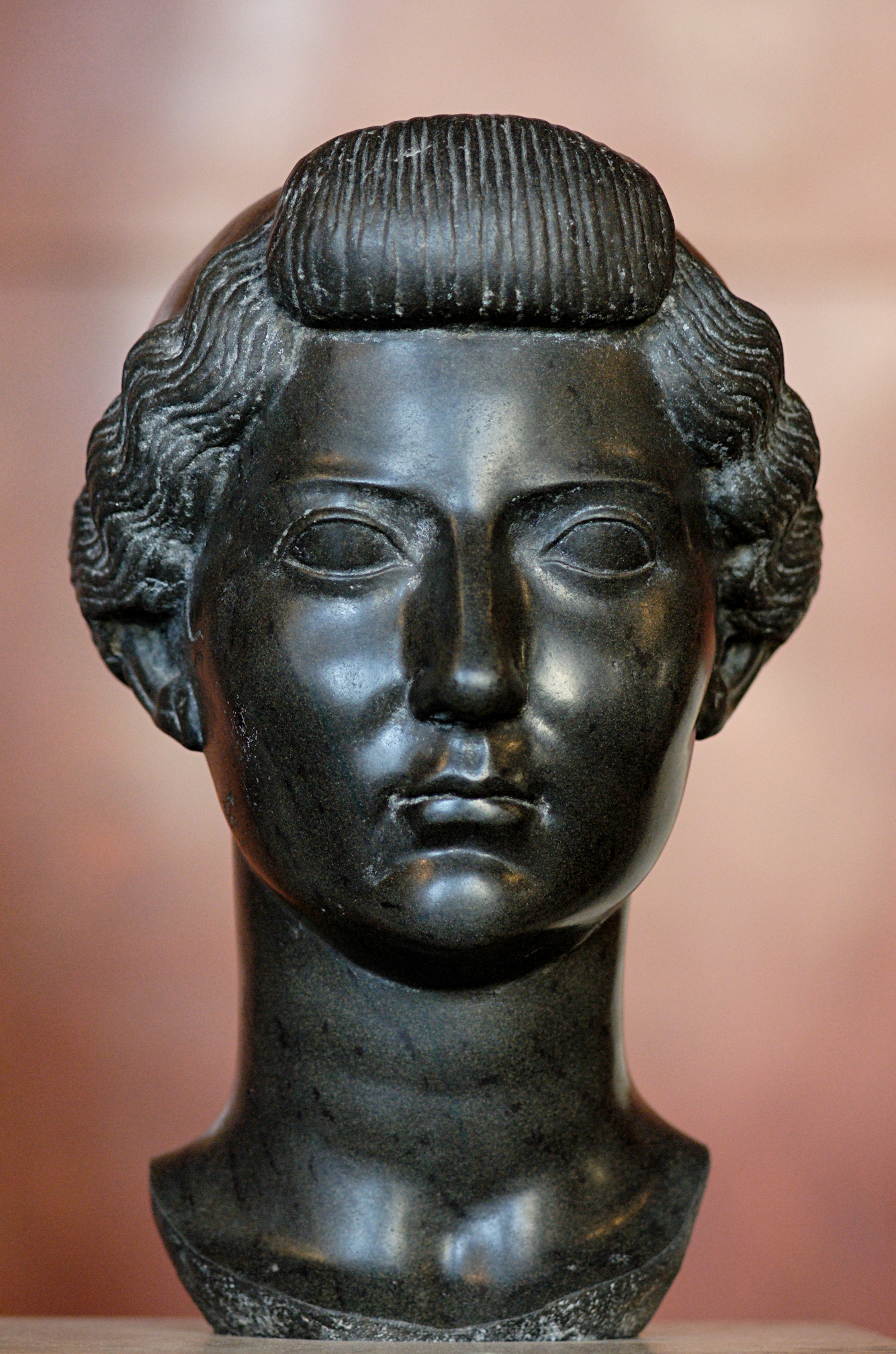
Livia Drusilla

- Livia Drusilla Claudia, moglie dell'imperatore Augusto
- Livia Medullina, promessa sposa dell'imperatore Claudio
- Livia Azzariti, medico e divulgatrice medica italiana
- Livia Bianchi, partigiana italiana
- Livia Cesarini, moglie di Federico Sforza di Santafiora con il quale diede origine al casato degli Sforza Cesarini
- Livia della Rovere, ultima duchessa di Urbino
- Livia Gereschi, eroina italiana della seconda guerra mondiale
- Livia Gonzaga, nobile mantovana
- Livia Lancelot, pilota motociclistica francese
- Livia Pomodoro, magistrata, dirigente pubblica e giurista italiana
- Livia Turco, politica italiana

## Curiosità
- L'editore Aldo Garzanti, essendo forlivese di nascita, chiamò Livio suo figlio (e Maria la figlia - la Madonna del Fuoco è la Patrona di Forlì), proprio in onore della sua città natale; Forlì si chiamava infatti, in latino, Forum Livii, ossia il "Foro di Livio".

## Il nome nelle arti
- Livia è un personaggio dei film L'ultimo bacio (2001) e Baciami ancora (2010), entrambi diretti da Gabriele Muccino.
- Livia Blackthorn è un personaggio della serie Shadowhunters, scritta da Cassandra Clare.
- Livia Bonetti è la protagonista femminile del film del 1982 Io so che tu sai che io so, diretto da Alberto Sordi.
- Livia Burlando è un personaggio ricorrente nei romanzi di Andrea Camilleri sul commissario Montalbano, nonché nella serie televisiva che ne è tratta.
- Livia Lucani Vezzi è un personaggio ricorrente nei romanzi di Maurizio De Giovanni incentrati sul Commissario Ricciardi.
- Livia Malfatti è un personaggio della serie televisiva Chiara e gli altri.
- Livia Palegari è un personaggio della commedia Ciascuno a suo modo di Luigi Pirandello.
- Livia Sagonà è la protagonista femminile del film del 1992 Al lupo al lupo, diretto da Carlo Verdone.
- Livia Serpieri è la protagonista della novella Senso di Camillo Boito, nonché dell'omonimo film che ne fu tratto nel 1954 per la regia di Luchino Visconti.
- Livia Soprano è un personaggio della serie televisiva I Soprano.